# شهرستان المحابشه
ناحیهٔ المحابشة (به عربی: مدیریة المحابشة) یک ناحیه در یمن است که در استان حجه واقع شده‌است.

## خصوصیات
ناحیهٔ المحابشة ۵۰٬۸۶۵ نفر جمعیت دارد.